# Црни петак (филм из 1975)
„Црни петак“ је југословенски филм из 1975. године. Режирао га је Здравко Шотра, а сценарио је писао Александар Поповић.

## Радња
Марија Молеровић враћа се из затвора где је провела 16 година због убиства мужа. Док је била у затвору, децу је васпитавао девер, развијајући у њима осећај мржње према мајци. Филм се бави злостављаним женама и њиховој борби.

## Улоге
| Глумац            | Улога                              |
| ----------------- | ---------------------------------- |
| Олга Спиридоновић | Марија Молеровић                   |
| Зоран Радмиловић  | Начелник општине                   |
| Сања Милосављевић | Марија као девојка - ћерка Гордана |
| Никола Симић      | Саја Молеровић                     |
| Бора Тодоровић    | Драгутин Молеровић                 |
| Душан Почек       | Службеник                          |
| Бранка Петрић     | Службеница                         |
| Горан Букилић     | син Слободан                       |
| Велимир Животић   | Управник затвора                   |
| Аљоша Вучковић    | Човек на шалтеру 1                 |
| Надежда Вукићевић | Жена на шалтеру                    |
| Мирослав Воркапић | Човек на шалтеру 2                 |